# Jamie Walters
James Walters, meglio conosciuto come Jamie Walters (Boston, 13 giugno 1969), è un attore, cantante e chitarrista statunitense.

## Biografia
La carriera televisiva di Jamie è nata nel 1988, per uno spot della Levi's. In seguito fece delle apparizioni speciali nella serie televisiva  Quantum Leap - In viaggio nel tempo e un piccolo ruolo nella popolare telenovela General Hospital. Il suo debutto nelle sale cinematografiche avvenne nel 1991, nel film Shout, che contava anche attori del calibro di John Travolta, Heather Graham, e Gwyneth Paltrow.
Comunque, il motivo per il quale Jamie è rimasto molto impresso nella mente del pubblico è soprattutto per il ruolo di Ray Pruit, che ebbe nel telefilm Beverly Hills 90210 e per un altro telefilm, The Heights ; in entrambi ha suonato la sua nota canzone "How Do You Talk to an Angel?", nominata tra l'altro per un Emmy.
Jamie ha realizzato tre fortunati album, tra cui l'ultimo uscito nel 2002 ed intitolato Believed, dopo di che si è ritirato dalle scene, dal 2004 infatti risiede a Los Angeles, ha abbandonato sia la carriera da cantante sia da attore, dopo aver frequentato un corso ed essersi diplomato all'accademia nel 2004, lavora a tempo pieno come pompiere.

## Filmografia

### Cinema
- Bed & Breakfast - Servizio in camera (Bed & Breakfast), regia di Robert Ellis Miller (1991)
- Shout, regia di Jeffrey Hornaday (1991)
- Burnzy's Last Call, regia di Michael De Avila (1995)
- God's Lonely Man, regia di Francis von Zerneck (1996)
- Chick Flick, regia di John Asher (1998)
- The Mumbo Jumbo, regia di Stephen Cookson (2000)

### Televisione
- In viaggio nel tempo (Quantum Leap) - serie TV, episodi 1x01-4x22 (1989-1991)
- Everyday Heroes, episodio pilota scartato (1990)
- I ragazzi della prateria (The Young Riders) - serie TV, episodi 3x07-3x21-3x22 (1991-1992)
- The Heights - serie TV, 12 episodi (1992)
- Vanishing Son II, regia di John Nicolella (1994) - film TV
- Vanishing Son IV, regia di John Nicolella (1994) - film TV
- Beverly Hills 90210 - serie TV, 39 episodi (1994-1996)
- To Serve and Protect, regia di Jean de Segonzac (1999) - miniserie TV
- Dead Last - serie TV, episodio 1x13 (2001)

## Discografia
- 1994 - Jamie Walters
- 1997 - Ride
- 2002 - Believed